# Espectroscòpia gamma
L'espectroscòpia gamma és un dels mètodes experimentals més fiables per determinar la distribució energètica dels fotons emesos per un element radioactiu.
La majoria de fonts radioactives produeixen raigs gamma, els quals són d'energies i intensitats diferents. Quan aquestes emissions són detectades i analitzades amb un espectròmetre, l'energia de raigs gamma és produïda.
Factors que determinen l'espectre:
- Tipus de detector
- Energia de radiació
- Mida del detector
- Materials que rodegen el detector
- Altres radiacions de la mostra

## Característiques dels raigs gamma
Els raigs gamma són els que tenen més energia dels de la radiació electromagnètica. Tenen la mateixa forma física que tots els altres (llum visible, raigs X, raigs infraroig…) però tenen una energia de fotons més elevada.

## Components del sistema
El material que s'ha de fer servir en l'espectroscòpia gamma inclou un detector de radiació sensible a l'energia, electrònica per processar senyals dels detectors produïts pel detector com ara un classificador de pols, i els amplificadors i dispositius de lectura de dades per generar, visualitzar i emmagatzemar l'espectre associat.
L'espectroscòpia gamma clàssica està associada amb els detectors de centelleig sòlid, especialment els de NaI. Últimament han aparegut els detectors de semiconductors (Si, Ge, CdTe, Cd1-xZnxTe, HgI₂, PbI₂) els quals la seva aplicació ha revolucionat completament aquesta tècnica degut al seu elevat poder de resolució.